# Annisquam Harbor Light
Annisquam Harbor Light ist ein Leuchtturm in Gloucester im Bundesstaat Massachusetts der Vereinigten Staaten. Das Gebäude wurde 1987 im Rahmen der Multiple Property Submission (MPS) Lighthouses of Massachusetts MPS unter der Bezeichnung Annisquam Harbor Light Station in das National Register of Historic Places eingetragen.

## Geschichte
Der Namensgeber des Leuchtturms ist der Stadtteil Annisquam von Gloucester, der weitgehend auf der Ostseite des Annisquam River liegt. Der zunächst selbstständige Ort wurde 1631 gegründet und entwickelte sich zu einem Zentrum für Schiffbau und industrielle Fischerei. Der vom Hafenbereich in Gloucester bis zur Ipswich Bay führende Fluss diente der Küste entlang fahrenden Schiffen als wichtiger Zufluchtsort bei schlechtem Wetter.
Im April 1800 bewilligte der Kongress der Vereinigten Staaten 2000 US-Dollar (heute ca. 45.000 Dollar) zur Errichtung eines Leuchtturms am Wigwam Point, dem nordwestlichsten Punkt in Annisquam, um den Hafen der Stadt zu markieren. Die Bundesregierung kaufte daraufhin Gustavus Griffin 2,6 ha Land für 140 US-Dollar (heute ca. 3.100 Dollar) ab und ließ dort einen knapp 10 m hohen Holzturm errichten, dessen feststehendes weißes Licht 12 m über der Wasserlinie aufragte. Das Jahresgehalt des ersten Leuchtturmwärters George Day betrug 200 US-Dollar (heute ca. 4.500 Dollar).
1851 musste der Leuchtturm aufgrund von Baufälligkeit durch einen Neubau ersetzt werden, der als achteckiger Holzturm mit rund 12 m Höhe konzipiert wurde. Das Haus des Leuchtturmwärters wurde umfangreich renoviert und ist bis heute erhalten. 1857 wurde eine Fresnel-Linse 5. Ordnung eingebaut, die von einem Uhrwerk in Rotation versetzt wurde. 1867 folgte die Errichtung eines überdachten, rund 33 m langen Zugangswegs zwischen dem Wohnhaus und dem Turm, an dessen Stelle sich heute eine einfache Brücke befindet.
Im Laufe der Zeit liefen in der Nähe des Leuchtturms einige Schiffe auf Grund, deren Überreste teilweise heute noch zu sehen sind. Der heutige, aus Ziegelsteinen bestehende Turm wurde 1897 errichtet und steht auf demselben Fundament wie seine Vorgänger. 1907 wurden der Turm und das Wärterhaus an die städtische Wasserversorgung und an das Telefonnetz angeschlossen, und 1922 wurde die Fresnel-Linse 5. Ordnung durch eine stärkere Linse 4. Ordnung ersetzt, die bereits mit Strom betrieben wurde.
1931 wurde ein Nebelhorn installiert und zunächst mit Rücksicht auf die Sommergäste nur im Winter betrieben; erst 1949 wurde es auch im Sommer – allerdings nur tagsüber – eingesetzt. 1974 wurde der Leuchtturm vollständig automatisiert, jedoch ließ die Küstenwache der Vereinigten Staaten als Eigentümerin die Nebengebäude stehen, um sie selbst zu nutzen.
Am 15. Juni 1987 wurde der Leuchtturm unter der Nummer 87001526 im National Register of Historic Places eingetragen.
Im August 2000 konnten umfangreiche Renovierungsarbeiten am Turm abgeschlossen werden, bei denen rund 3000 Mauerziegel ersetzt wurden. Auch das Dach des Wohnhauses wurde erneuert. Der Leuchtturm ist nicht öffentlich zugänglich.

## Technik
Der 13,7 m hohe Leuchtturm erzeugt alle 7,5 Sekunden einen weißen Lichtblitz mit einer Reichweite von 14 sm (25,9 km). Im Sektor von 180° bis 217° wird ein rotes Licht mit einer Reichweite von 11 sm (20,4 km) ausgesandt. Das Nebelhorn sendet alle 60 Sekunden eine Folge von zwei Tönen (3s Ton / 3s Ruhe / 3s Ton / 51s Ruhe).

## Sonstiges
1817 und 1818 dominierten Sichtungen einer Seeschlange in den Gewässern um Gloucester die Titelseiten der Lokalpresse. Am 17. August 1818 berichtete die Boston Commercial Gazette unter dem Titel „The Leviathan of the Deep“ (deutsch etwa „Der Gigant der Tiefe“) über eine als voraussichtlich harmlos beschriebene Kreatur, die trotz ihrer Länge von rund 40 m wohl leicht zu fangen sei, und deren Verkaufswert auf 100.000 US-Dollar (heute ca. 2.200.000 Dollar) geschätzt werde. Am 5. September desselben Jahres wurde das Tier nach einem Bericht des Newport Mercury tatsächlich in der Nähe des Leuchtturms gefangen, war jedoch nur 3 m lang und brachte seinen Fängern deutlich weniger ein als erhofft.
2008 war der Leuchtturm Schauplatz einiger Szenen im Film The Women – Von großen und kleinen Affären.